# I symfonia Schuberta
I symfonia D-dur (D 82) - symfonia skomponowana przez Franza Schuberta w 1813 roku.

## Historia
W latach 1808–1813 Schubert przebywa w cesarsko-królewskim konwikcie.
Przyjaciel Franza Schuberta, Josef von Spaun, wspominał, że orkiestra konwiktowa grywała codziennie jedną symfonię w całości oraz kilka uwertur, a w jej repertuarze były m.in. utwory Krommera, Koželuha, Haydna, Mozarta, Beethovena. Spaun twierdzi, że w okresie pobytu w konwikcie Schubert skomponował kilka utworów na orkiestrę, a niektóre z nich mogły być symfoniami. Z pewnością w tym czasie Schubert skomponował nie mniej niż pięć uwertur i jedną symfonię.
Utwory na orkiestrę Franza Schuberta napisane w latach 1811-1812:
- Uwertura D-dur (D 2a, wcześniej D 996) (ok. 1812)
- Fragment Symfonii D-dur (D 2b, wcześniej D 997) (1811-1812)
- Uwertura do komedii "Der Teufel als Hydraulicus" (D 4) (ok. 1811)
- Uwertura do operetki "Der Spiegelritter" (D 11) (ok.1812)
- Uwertura D-dur (D 12) (ok. 1812)
- Uwertura D-dur (D 26) (ukończona 26 czerwca 1812)

Schubert ukończył I Symfonię D-dur 28 października 1813 roku. Na końcu partytury Schubert napisał Finis et fine, gdyż kilka tygodni później opuszczał konwikt. Być może było to symboliczne pożegnanie z etapem symfonicznej nauki. Orkiestra konwiktowa wykonała I Symfonię D-dur Schuberta z okazji imienin dyrektora konwiktu, Innocenza Langa. Pierwsze publiczne wykonanie (tylko pierwsza część) miało miejsce 30 stycznia 1880 w Crystal Palace w Londynie pod dyrekcją Augusta Mannsa. Rok później, 5 lutego 1881 roku, Manns wykonał całą symfonię.

## Obsada
Skrzypce I, II, altówka, wiolonczela, kontrabas, flet I, obój I, II, klarnet I, II, fagot I, II, róg I, II, trąbka I, II, kotły

## Części utworu
I Adagio – Allegro vivace D-dur
II Andante G-dur, 6/8
III Allegro D-dur, 3/4
IV Allegro vivace D-dur
I Symfonia D-dur ma klasyczną czteroczęściową budowę. Dla wolnej II części Andante wzorem dla Schuberta było Andante z Symfonii Praskiej Mozarta, obydwa w G-dur i metrum 6/8. Część III Allegro jest menuetem (brak oznaczenia w partyturze).

## Literatura
- Otto Erich Deutsch – The Schubert Thematic Catalogue, Dover Publications, Inc. New York, 1995.
- Tadeusz Marek - Schubert, PWM, Kraków, 1988.
- Brian Newbould – Schubert and the Symphony. A New Perspective, Toccata Press, 1992.